# Sabrina D’Andrea
Sabrina D’Andrea (* 14. Juli in Karlsruhe, Deutschland; bürgerlich Sabrina Becker) ist eine deutsche Sängerin, Schauspielerin, Musicaldarstellerin, Songwriterin und Synchronsprecherin mit sizilianischen Wurzeln.

## Leben
Sabrina D'Andrea ist in Karlsruhe geboren und wuchs dort auf, zog aber nach dem Schulabschluss nach Hamburg, um sich der Kunst zu widmen. Nach einiger Zeit und verschiedenen Stationen lebt sie nun wieder in Karlsruhe, wo sie, vor allem, durch den Song „Fächerstadtsymphonie - der Karlsruhe Song“, der von dem Rundfunksender Die neue Welle unterstützt wurde, sowie bei der Saisoneröffnung des Karlsruher SC im Stadion live performed und fortan bei den Heimspielen des KSC gespielt wurde, Bekanntheit erlangt hat.

## Ausbildung
In Hamburg absolvierte Sabrina an der Stage Schol eine Ausbildung in Gesang und Schauspiel. Nach ihrem Diplom bildete sie sich auf internationalem Niveau weiter mit und schloss die Musical Theater Masterclass am Broadway in New York ab, sowie eine weitere Masterclass an der Royal Academy of Music in London.

## Schauspielkarriere
Direkt im Abschluss an ihr Studium spielte sie, unter der Regie von Stanislav Moša, die Hauptrolle „Ilse“ an der Seite von Alexander di Capri und Sasha Di Capri im Musical „Die Schöne und das Biest“ auf der Europatournee von Semmel Concerts Entainment mit zahlreichen Vorstellungen in Deutschland, Österreich, Italien, Luxemburg und der Schweiz.
Nach einigen Engagement in Hamburg, unter anderem am Ernst-Deutsch-Theater, wechselte sie an das Landestheater Schwaben in Memmingen. Dort spielte sie, unter der Regie von Walter Weyers, die Rolle „Engel des Herrn“in der Heavy Metal Oper „Kanaan“ mit der Musik der israelischen Band Orphaned Land.
Seit der Rückkehr in ihre Heimatregion, dem Schwarzwald, tritt sie als Solistin in großen Shows aber auch als Solokünstlerin mit ihren eigenen Songs in zahlreichen Shows des Europa-Parks auf.
Neben ihrer Bühnenkarriere ist sie auch als Synchronsprecherin aktiv und vor allem bekannt als die deutsche Synchronstimme von Elli Rhiannon Müller Osbourne als „Julie“ in dem preisgekrönten Kinofilm Hope, sowie von Agnès Hurstel als „Prune“ in der französischen Serie „Ziemlich beste Stiefmutter“, die sie für die ARD synchronisiert hat.

## Musikkarriere
Mit ihrer ersten Band „The Particles“ (EP „Voices“) arbeitete sie in Hamburg mit dem Musikproduzenten und Gitarristen Mirko Michalzik (Ina Müller, Annett Louisan) zusammen. In frühen Jahren trat sie als Vorband von Xavier Naidoo vor dem Brandenburger Tor auf und spielte in Dubai auf dem Hypermania, einem der größten Festivals der Wüstenstaats.
Also Solokünstlerin erlangte sie mit ihrer Debüt EP „Phoenix“ größere Aufmerksamkeit, da das Musikvideo zu ihrer ersten Single „Drown“ 2016 mit dem deutschen Rock & Pop Preis als „Bestes Musikvideo“, sowie der Song „Another Night“ als „Bester Pop Song“ des gleichen Jahres ausgezeichnet wurde.
Daraufhin wurden ihre Songs unter anderem beim Radiosender Die neue Welle in Rotation gespielt und sie trat im Rahmen des SWR New Pop Festivals in Baden-Baden live auf.
Nach weiteren Veröffentlichungen, erreichte sie 2021 durch das Lied „Fächerstadtsymphonie – Der Karlsruhe Song“ in ihrer Heimatstadt Karlsruhe größere Bekanntheit. Der Song und das gleichnamige Musikvideo wurden vom Radiosender Die neue Welle unterstützt und produziert. Im Anschluss sang sie den Song bei der Saisoneröffnung des Karlsruher SC im neuen Wildparkstadion live, und er wurde fortan bei den Heimspielen des KSC und auf dem Radiosender Die neue Welle regelmäßig gespielt.

## Rollen und Engagements (Bühne)
- Das Tagebuch der Anne Frank – Regie: R.Lewandowski, Rolle: Margot Frank – Landestheater Schwaben
- Kanaan – Regie: Walter Weyers, Rolle: Engel des Herrn, Musik: Orphaned Land – Landestheater Schwaben
- Wir wollen Mehr – Regie: Günther Knappe, Rolle: Carola Brenner – Sandkorn-Theater
- Die Schöne und das Biest – Regie: Stanislav Mosa, Rolle: Ilse (Solistin) – Semmel Concerts Europa-Tournee
- Dornröschen – Das Musical – Regie: H.Uhlemann – Ernst Deutsch Theater Hamburg
- Leonce und Lena – Regie: U.Jacobi, Rolle: Lena – Hamburg
- Die Schöne und das Biest – Rolle: Belle – Europa Park Rust
- Spook Me – The Europa Park Musical – Europa Park Rust

## Diskografie
- 2016: A Million Times
- 2016: Another Night
- 2016: Drown
- 2017: Phoenix (EP)
- 2020: Halleluja (Cover)
- 2020: Gib mir mehr
- 2021: Fächerstadtsymphonie – Der Karlsruhe Song
- 2021: Rosarot
- 2021: Gib mir mehr (Akustik)
- 2023: Guiding Star (Theme Song „Boonie Bears: Guardian Code“)

## Synchronrollen

### Film
- 2017: Valentine – The Dark Avenger (Kinofilm – deutsche Synchronstimme von Mega Calefansa als „Sally“)
- 2019: Yummy (Kinofilm – deutsche Synchronstimme von Taeke Nicolai „Oksana“)
- 2019: Carmilla – Führe uns nicht in Versuchung (Kinofilm – deutsche Synchronstimme von Hannah Rae als „Lara Bauer“)
- 2019: Take Care (Kinofilm – deutsche Synchronstimme von Tracee Chimo Pallero als „Rachel“)
- 2020: Spiritwalker (Kinofilm – deutsche Synchronstimme „Frau Hwang“)
- 2021: Hope (Kinofilm – deutsche Synchronstimme von Elli Rhiannon Müller Osbourneals „Julie“)

### Serien
- 2017–2023: Talking Tom (Zeichentrick-Serie – deutsche Synchronstimme „Angela“)
- 2019–2021: Cleopatra im Weltall (Zeichentrick-Serie – deutsche Synchronstimme „Akila“)
- 2019: Reich und Schön (US-amerikanische Serie – deutsche Synchronstimme Nia Sioux als „Emma Barber“)
- 2021–2022: Power Rangers: Dino Fury (US-amerikanische Serie – deutsche SynchronstimmeVictoria Abbott als „J-Borg“)
- 2022: Ziemlich beste Stiefmutter (französische Serie ARD/NDR – deutsche Synchronstimme von Agnès Hurstel als „Prune“)

## Sprechrollen
- 2015: Monsun (Dokumentarfilm Arte – Rolle Akhila, Amita)
- 2015: Star Wars: Battlefront (Computerspiel – diverse Sprechrollen)
- 2015: Die drei !!! „Die Party des Grauens“ (deutsche Serie – Rolle: Greta)
- 2021: Regionique (Radiowerbespot – Sprechrolle)

## Auszeichnungen
Deutscher Rock & Pop Preis
- 2016: Bester Pop Song – „Another Night“
- 2016: Bestes Musikvideo – „Drown“

Play Live Festival (Das Ding & Pop Büro Baden Baden-Württemberg)
- 2018: Finalistin